# Coelichneumon pomilioaeneus
Coelichneumon pomilioaeneus är en stekelart som beskrevs av Heinrich 1961. Coelichneumon pomilioaeneus ingår i släktet Coelichneumon och familjen brokparasitsteklar. Inga underarter finns listade i Catalogue of Life.